# Палата Пеполи (Болоња)
Палата Пеполи (итал. Palata Pepoli) је насеље у Италији у округу Болоња, региону Емилија-Ромања.
Према процени из 2011. у насељу је живело 586 становника. Насеље се налази на надморској висини од 18 м.